# Strada A1 (Irlanda del Nord)
La strada A1 (in inglese A1 road e in irlandese bóithre A1) è una delle principali strade di categoria A nordirlandesi. Inizia nel centro della città di Belfast, a circa 400 metri a ovest del municipio. Continua a sud della città (e in questa tratta assume la denominazione di Lisburn Road fino a Finaghy), attraversa Dunmurry e giunge poi fino alla stessa Lisburn.
Da Lisburn fino al confine, al sud della contea di Armagh, la strada A1 ha due carreggiate, una per senso di marcia, benché rimangano alcuni incroci a raso. Giunta a Meigh, a sud di Newry, dopo il confine la strada prosegue verso Dublino e assume la denominazione di strada N1.
Tra Sprucefield e Meigh, la strada fa parte del tracciato della strada europea E01.